# Juzgados sardos

Los Juzgados de Cerdeña.

Los Juzgados (judicatus en latín; judicadu, logu o rennu en sardo; giudicati en italiano) eran cuatro estados independientes que tomaron el poder en Cerdeña entre los siglos IX y XV. Eran estados soberanos con summa potestas, cada uno gobernado por un rey llamado juez (judike en sardo).

## Causas históricas del advenimiento de los Juzgados
Después de una relativamente breve ocupación vándala (456-534), desde 535 hasta el siglo VIII, Cerdeña pasó a ser una provincia del Imperio bizantino.

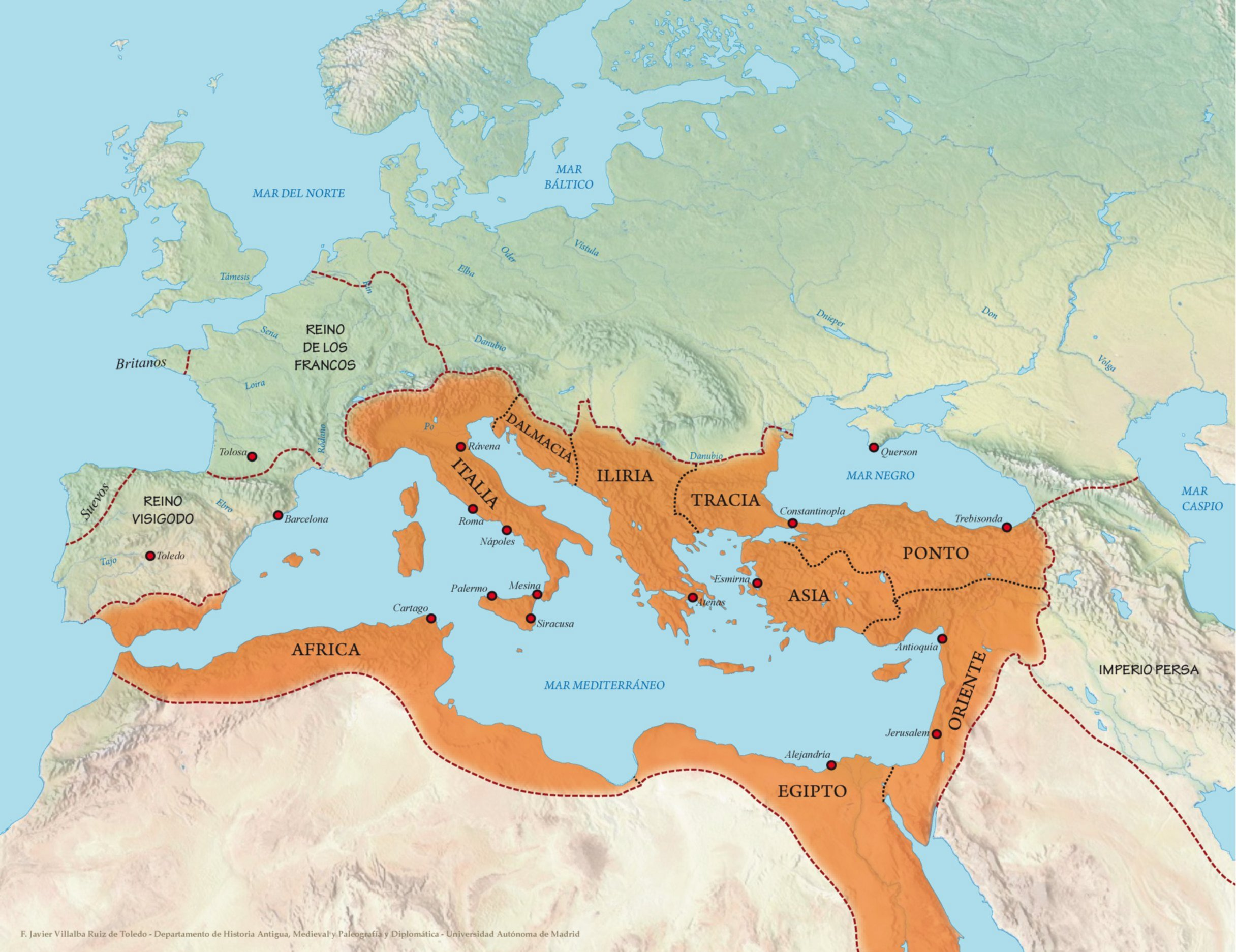
Mapa del Imperio bizantino en bajo el reinado de Justiniano.

Luego de 705, con la rápida expansión del Islam, los piratas musulmanes del norte de África comenzaron a atacar la isla y no encontraron ninguna oposición efectiva por parte del ejército bizantino. En 815, los embajadores sardos le pidieron ayuda militar al emperador del Sacro Imperio Luis el Piadoso.
En tres intentos, siendo estos en 807, 810-812 y 821-822, los árabes de España y el norte de África trataron de invadir la isla, pero los sardos resistieron los ataques. Esta defensa fue tan eficaz que en una carta en 851, el Papa León IV pidió ayuda al Iudex Provinciae (juez de la provincia) de Cerdeña, con sede en Caralis, para la defensa de Roma. Con la caída del Exarcado de África, con capital en Cartago, en el siglo VIII y especialmente con la aparición de la presencia árabe en Sicilia (827), Cerdeña permaneció desconectada de Bizancio y, por necesidad, se volvió económica y militarmente independiente.

### El nacimiento de los cuatro Juzgados

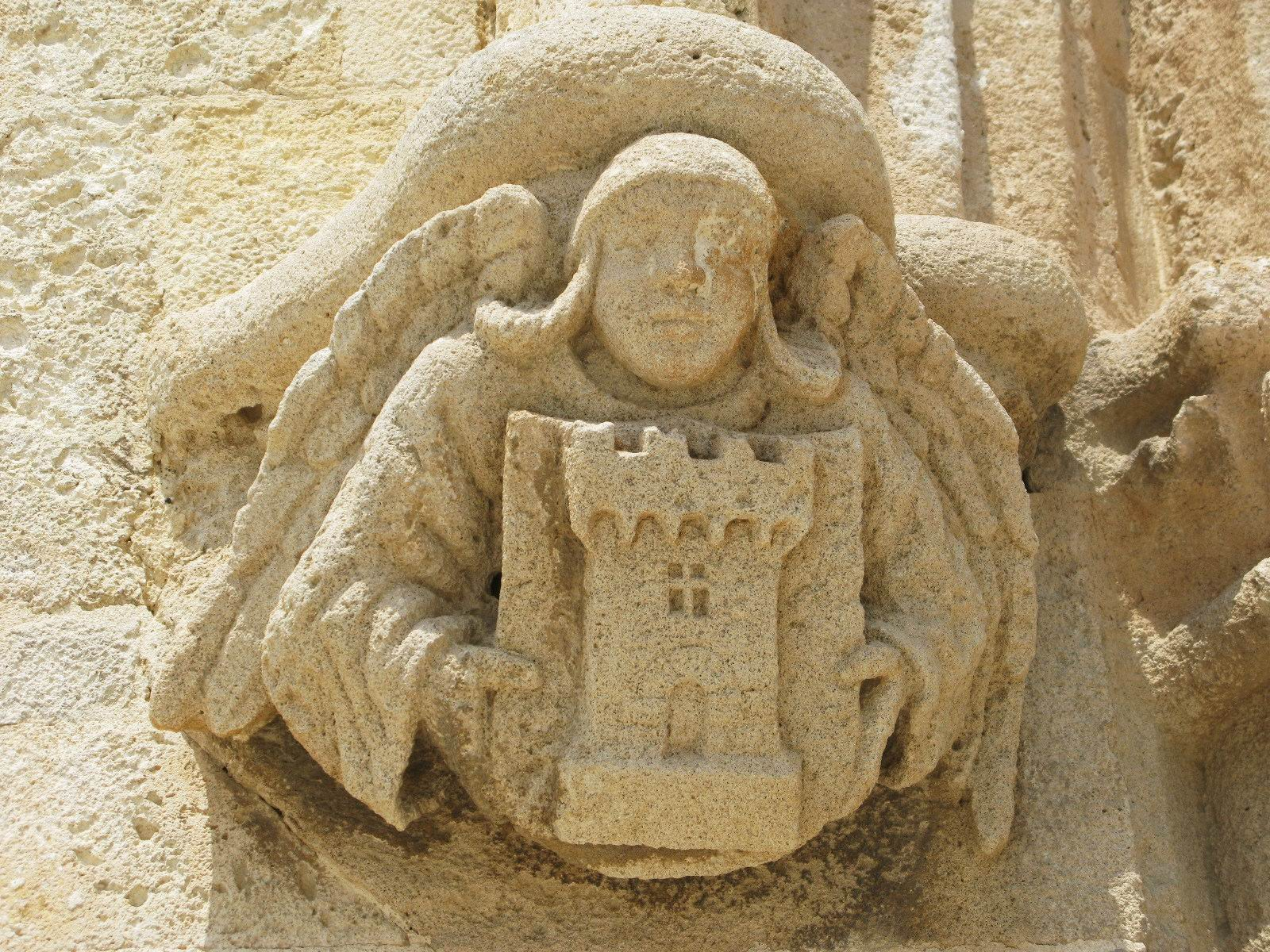
Escudo de armas del Juzgado de Logudoro.

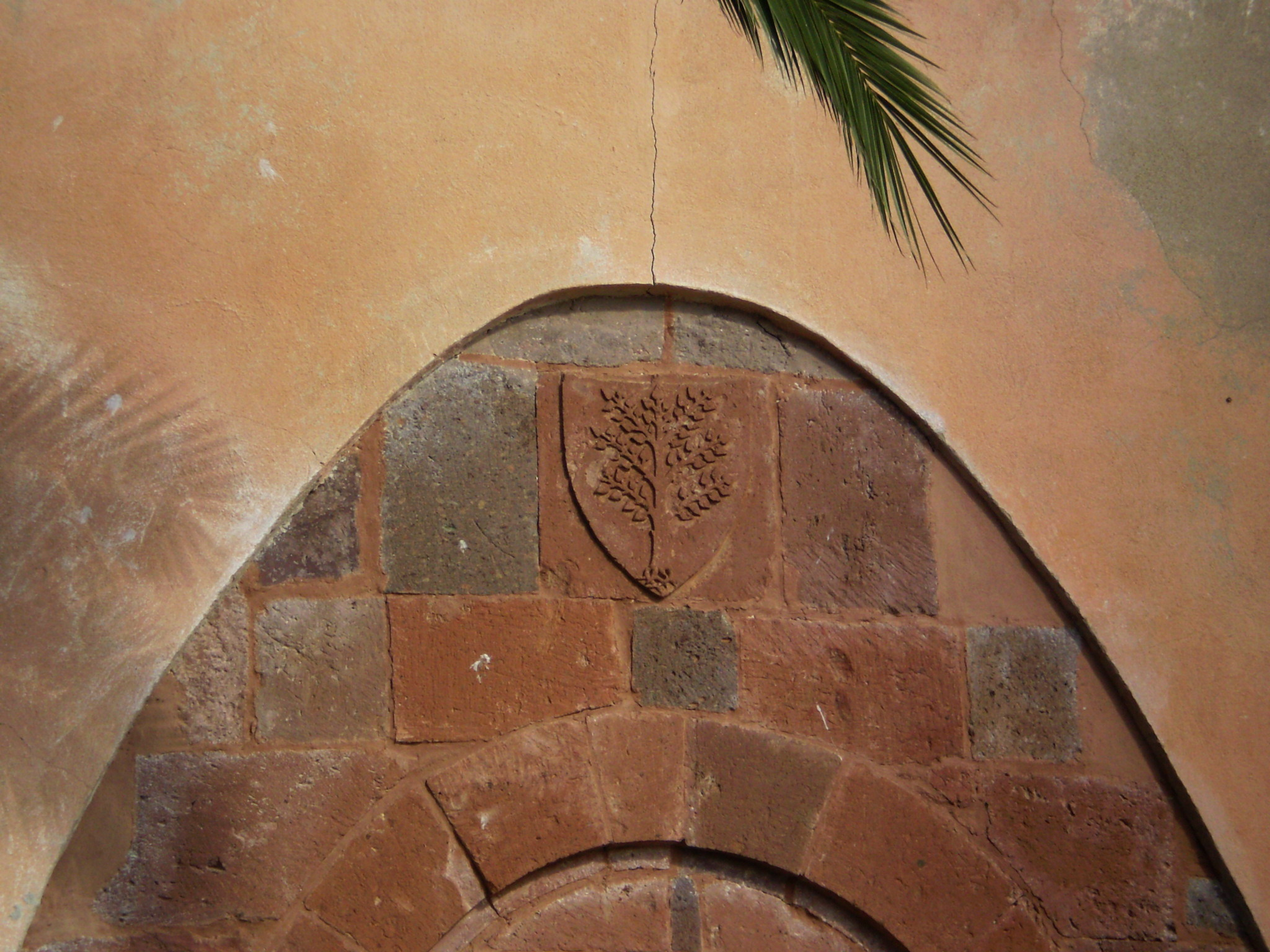
Escudo de armas del Juzgado de Arborea,

La ausencia casi total de fuentes históricas no permite asegurar con certeza la fecha del paso de la autoridad central bizantina al autogobierno en Cerdeña. Se cree que en algún momento los Iudex Provinciae, quizás los praeses, de Caralis tuvieron el control completo de la isla. Nombraron a un lociservator (teniente) para Caralis, el área más estratégica para la defensa de la costa, que se hizo sustancialmente autónoma con el tiempo; esta fue probablemente la acción que precipitó el nacimiento de los Juzgados.
La primera fuente indudable que cita sobre la existencia de los cuatro Juzgados es la epístola enviada por el Papa Gregorio VII el 14 de octubre de 1073 a los jueces sardos; sin embargo, su autonomía ya estaba clara en una carta anterior del Papa Juan VIII (872) en la que se refirió a ellos como los principes Sardiniae ("príncipes de Cerdeña").
Los Juzgados medievales conocidos eran:
- Juzgado de Cagliari con capital en Santa Igia;
- Juzgado de Arborea con capital en Oristán;
- Juzgado de Gallura con capital en Civita;
- Juzgado de Logudoro con capital en Porto Torres, Ardara y Sácer.

Cada uno de los cuatro estados tenía fronteras fortificadas para proteger sus intereses políticos y comerciales, así como sus propias leyes, administración y emblemas.